# Шкуциська
Шкуциська (пол. Szkuciska) — село в Польщі, у гміні Вількув Опольського повіту Люблінського воєводства.
Населення — 40 осіб (2011).

## Демографія
Демографічна структура станом на 31 березня 2011 року:
|          | Загалом | Допрацездатний вік | Працездатний вік | Постпрацездатний вік |
| -------- | ------- | ------------------ | ---------------- | -------------------- |
| Чоловіки | 24      | 8                  | 12               | 4                    |
| Жінки    | 16      | 2                  | 9                | 5                    |
| Разом    | 40      | 10                 | 21               | 9                    |